# Маринована цибуля

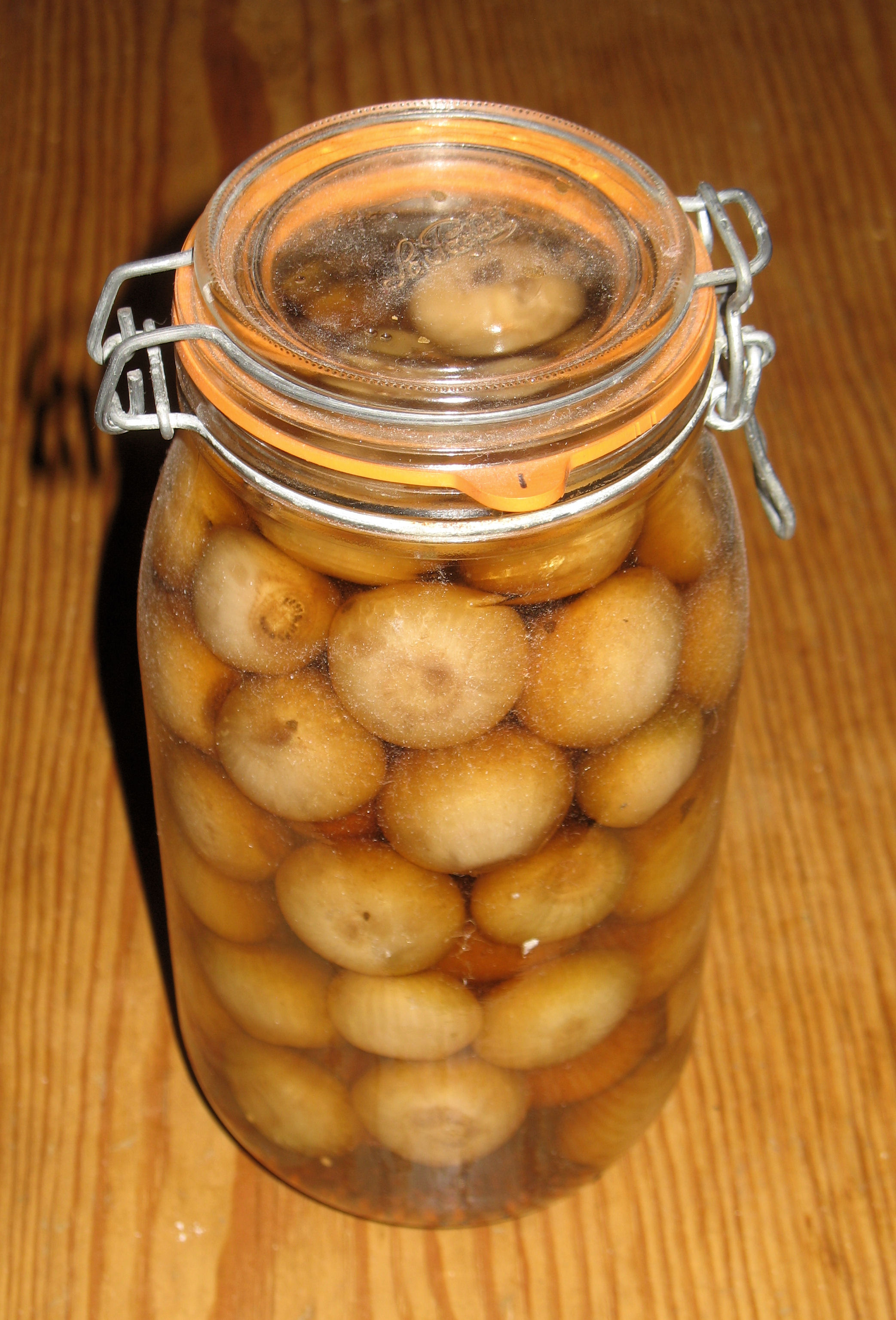
Домашня маринована цибуля в пряному солодовому оцті.

Марино́вана цибу́ля — цибулини городньої цибулі, мариновані в оцті з сіллю, часто з іншими консервантами[якими?] та ароматизаторами Існує різновид дрібної білої маринованої цибулі, відомої як цибуля «срібляста»; через недосконалість їх маринують, а не витрачають. Цей продукт часто використовують при готуванні одного з різновидів коктейлю Мартіні, відомого як Гібсон.
Мариновану цибулю зазвичай готують в солодовому оцті, а розмір цибулин становить приблизно 25 міліметрів (1 дюйм) в діаметрі. Цибулю сріблясту маринують у білому оцті, вона набагато менша. Крупноплоду цибулю, наприклад, іспанську, можна маринувати, якщо її попередньо нарізати.

## За країною
У Сполученому Королівстві мариновану цибулю традиційно їдять разом із рибою та картоплею фрі та з обідом орача.
На півдні Сполучених Штатів маринована цибуля Відалія може бути подана як гарнір.
У Гонконзі мариновану цибулю подають у багатьох кантонських ресторанах, перш за все, під час обіду як закуску перед подачею основної страви.
У Швейцарії її подають до раклету разом із маринованими корнішонами.
В Італії маринована цибуля відома як «maggiolina».
У мексиканській кухні одна зі страв, cebollas encurtidas, складається з нарізаної червоної цибулі, маринованої в суміші цитрусових соків і оцту; її подають як гарнір або приправу. Іноді додають варений буряк, завдяки чому страва набуває більш насиченого рожевого кольору. Маринована червона цибуля в гіркому апельсиновому соку є особливо символічною для кухні Юкатану, де її використовують як гарнір або приправу, особливо до морепродуктів.

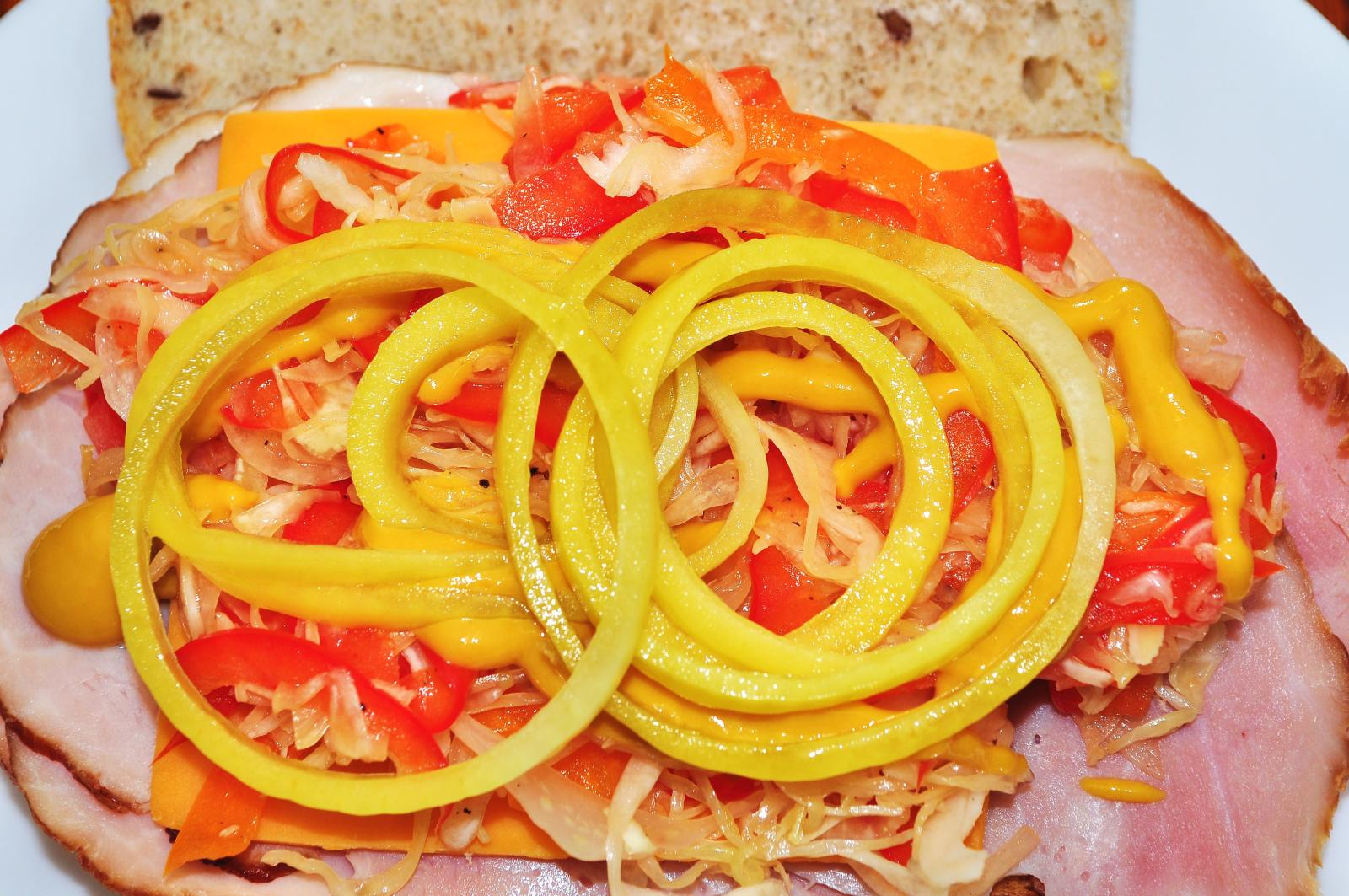
Нарізана маринована цибуля на бутерброді.
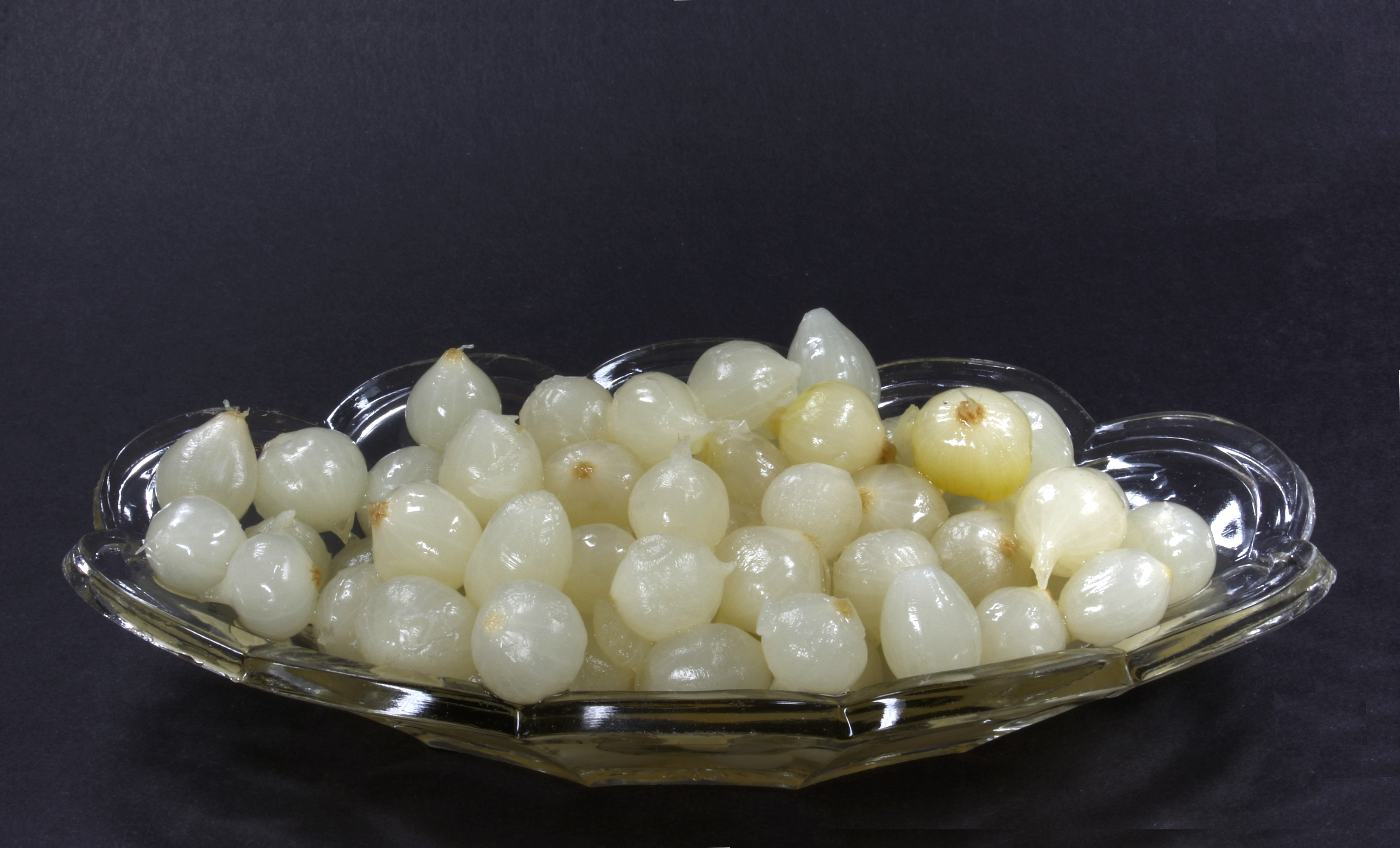
Страва з маринованої городньої цибулі.
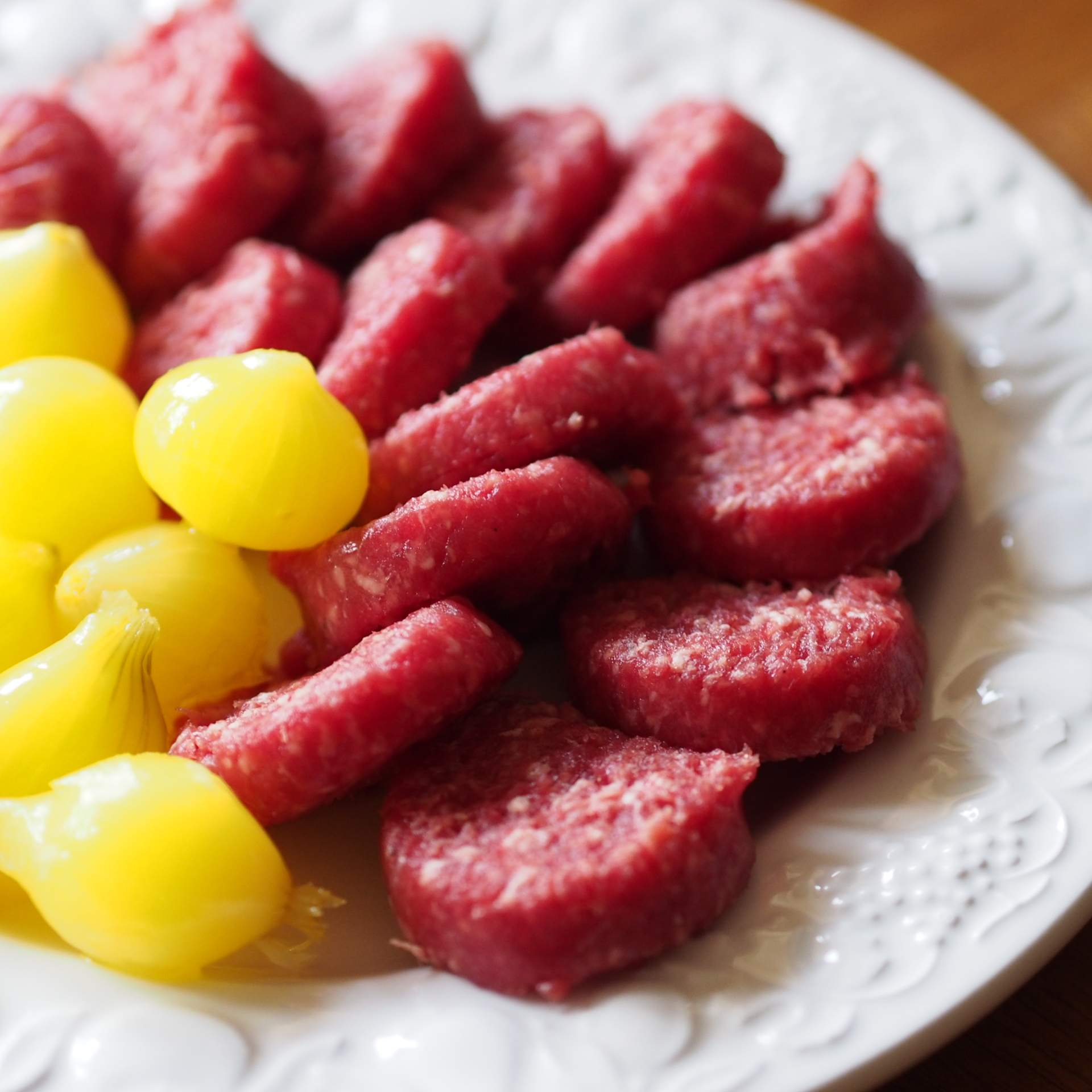
Амстердамський уїтєс (ліворуч) — дрібна цибуля, маринована зі спеціями; жовтий колір їй надає куркума або шафрану. Тут подається з осенворстом (копченим фаршем з яловичини).